# Wie kiest Tatjana?
Wie kiest Tatjana? is een Nederlands televisieprogramma dat door RTL 4 werd uitgezonden. Eerder was op de zender te zien hoe Froukje de Both in Wie wordt de man van Froukje? een partner via de televisie zocht. In dit programma is te zien hoe Tatjana Šimić op zoek gaat naar de ware liefde. 1024 mannen hadden zich aangemeld, van wie er vijftien werden geselecteerd. Na met alle vijftien een blind date te hebben gehad koos ze vijf mannen uit om beter te leren kennen. Uiteindelijk koos ze voor Peter Mijnen.

## Adviseurs
- Branka Šimić, moeder van Tatjana
- René Ros, manager en ex-vriend van Tatjana
- Thea Weustink, vriendin van Tatjana

## Afleveringen

### 1-5
| Datum      | Man    | Keuze |            | Datum   | Man | Keuze      |         | Datum | Man        | Keuze  |   | Datum      | Man    | Keuze |  | Datum | Man | Keuze |
| 28-01-2011 | Willem | 1     | 04-02-2011 | Leon    | 1   | 11-02-2011 | Richard | 1     | 18-02-2011 | Anne   | 1 | 25-02-2011 | Peter  | 1     |  |       |     |       |
| 28-01-2011 | Peet   | 2     | 04-02-2011 | William | 2   | 11-02-2011 | Edwin   | 2     | 18-02-2011 | Jaques | 2 | 25-02-2011 | Ronald | 2     |  |       |     |       |
| 28-01-2011 | Dave   | 3     | 04-02-2011 | Robert  | 3   | 11-02-2011 | Armand  | 3     | 18-02-2011 | Walter | 3 | 25-02-2011 | Edwin  | 3     |  |       |     |       |

In elke aflevering heeft ze een blind date met drie mannen die haar adviseurs voor haar hebben uitgekozen. Op het eind van de aflevering moet ze twee mannen naar huis sturen.

### 6-8
| Man              | Keuze |
| ---------------- | ----- |
| Peter Mijnen     | 1     |
| Richard Melessen | 2     |
| Léon Vugts       | 3     |
| Edwin Haverbus   | 4     |
| Anne Lenters     | 5     |

- In aflevering 6 nam Tatjana de mannen ergens mee naartoe. Tatjana mocht een van de afgevallen mannen inruilen voor een van de gekozen mannen. Willem die in aflevering 1 was gekozen werd ingeruild voor Edwin die in aflevering 3 was afgevallen. Anne werd op het einde van de aflevering naar huis gestuurd.
- In aflevering 7 ging ze met de vier overgebleven mannen een weekje naar Gran Canaria. Ze had met alle vier de mannen een date op het eiland. Edwin werd op het einde van de aflevering naar huis gestuurd.
- In aflevering 8 gingen de mannen eerst naar de sportschool en ging Tatjana daarna de lucht in. Tatjana moest daarna iemand naar huis sturen en koos voor Léon. Na het afvallen van Leon ging ze met de twee finalisten naar de première van de film Gooische Vrouwen en bracht ze nog een dag door met beide heren. Toen moest Tatjana kiezen tussen Peter en Richard en koos ze voor Peter.

## Kijkcijfers
| Aflevering | Datum      | Kijkcijfer | Plek |
| ---------- | ---------- | ---------- | ---- |
| 1          | 28-01-2011 | 642.000    | 21   |
| 2          | 04-02-2011 | 751.000    | 21   |
| 3          | 11-02-2011 | 871.000    | 17   |
| 4          | 18-02-2011 | 813.000    | 19   |
| 5          | 25-02-2011 | 808.000    | 17   |
| 6          | 04-03-2011 | 840.000    | 16   |
| 7          | 11-03-2011 | 877.000    | 18   |
| 8          | 18-03-2011 | 832.000    | 19   |